# Génération de seconde harmonique
Ne doit pas être confondu avec Absorption à deux photons.

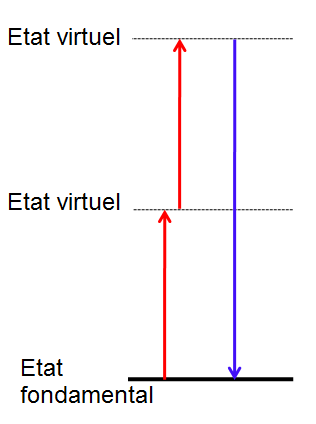
Niveaux d'énergie impliqués dans la création de SHG

La génération de seconde harmonique (GSH ou SHG en anglais, également appelé doublage de fréquence) est un phénomène d'optique non linéaire dans lequel des photons interagissant avec un matériau non linéaire sont combinés pour former de nouveaux photons avec le double de l'énergie, donc avec le double de la fréquence ou la moitié de la longueur d'onde des photons initiaux.
La génération de seconde harmonique, en tant qu'effet optique non linéaire d'ordre pair, n'est autorisée que dans les milieux sans centre d'inversion .
C'est un cas particulier de génération de somme de fréquence (2 photons), et plus généralement de génération d'harmonique. La génération d'harmonique moitié (en) (un cas particulier de conversion spontanée basse) est son processus inverse, où un seul photon conduit à une paire de photons ayant chacun la moitié de l'énergie incidente (et donc la moitié de la fréquence), et se produit en parallèle de la GSH, avec une probabilité plus faible cependant.
Ce phénomène, découvert peu après le laser à rubis, est encore très utilisé aujourd'hui pour augmenter la fréquence des lasers visibles vers l'ultraviolet ou les rayons X mous.
Le doublage de fréquence est également un processus de communication radio : il a été développé au début du XXe siècle et a été utilisé avec des fréquences de l'ordre du mégahertz (MHz), comme un cas particulier de multiplication de fréquence.

Un électron (violet) est mis en mouvement par un champ oscillant sinusoïdal, le champ électrique lumineux excitateur. Mais parce que l'électron est dans un environnement d'énergie potentielle anharmonique (courbe noire), le mouvement des électrons est "non" sinusoïdal. Les trois flèches montrent la décomposition en série de Fourier du mouvement: La flèche bleue correspond à la susceptibilité ordinaire (linéaire), la flèche verte correspond à la génération de seconde harmonique et la flèche rouge correspond à la

.

## Principe
La lumière incidente sur un milieu interagit avec celui-ci. Pour les intensités usuelles, ces interactions sont dites linéaires et produisent par exemple la réfraction. Dans le cas de fortes intensités, découvertes avec la technologie du laser et les fortes puissances de crêtes qu'ils permettent d'atteindre, les effets non linéaires interviennent dès lors que l'on atteint des densités de puissance de l'ordre de 1 × 105 W cm−2.
La génération de seconde harmonique appartient à la classe des effets non linéaires de second ordre.
L'onde incidente possède une énergie {\displaystyle E=E_{0}\sin {(\omega t)}} qui va induire dans le matériau une polarisation {\displaystyle P=K_{2}E_{0}^{2}\sin {^{2}(\omega t)}=K_{2}E_{0}^{2}{\frac {1-\cos {(2\omega t)}}{2}}}. On obtient alors un champ de polarisation et une polarisation par une onde de fréquence deux fois plus grande que celle incidente. L'onde de fréquence double aura une polarisation différente de celle de l'onde incidente.

## Accord de phase

### Accord critique

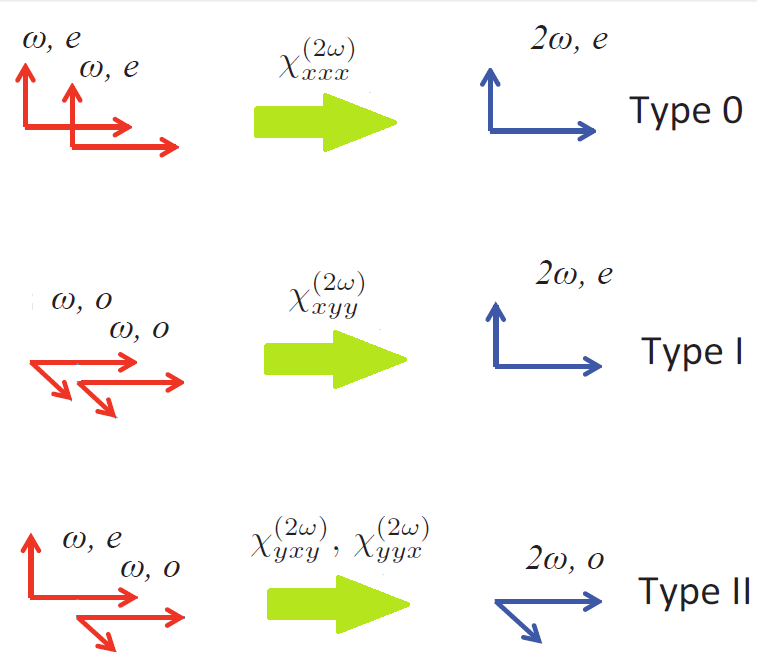
Différents types de génération de seconde harmonique par accord de phase. Le cas de cristaux negatifs est considéré, il faut inverser les indices pour un cristal positif.

Une forte conversion peut être obtenue si l'accord de phase (en) est réalisé. En général, dans un cristal, les ondes fondamentales et la seconde harmonique doivent être dans des états de polarisation bien spécifiques pour interférer constructivement et permettre une génération significative. La figure ci-contre montre les trois types possibles de génération dans des milieux biréfringents.

### Accord non critique
Étant donné que le processus d’accord de phase (en) signifie l’adaptation des indices optiques n à ω et 2ω, un contrôle de la température peut également être utilisé pour certains cristaux biréfringents, car n varie avec la température. Par exemple, le LBO présente un accord de phase parfait à 25 °C pour une SHG excitée à 1200 ou 1 400 nm , mais la température doit être élevée à 200 °C pour une SHG avec un laser à 1 064 nm. Cet accord est appelé « non critique » car il ne dépend pas de l'orientation du cristal, contrairement au cas critique.

Schéma explicatif du doublage de fréquence. Une impulsion de fréquence ω arrive sur un cristal non linéaire qui génère une onde résiduelle à ω et une onde à 2ω.

## Taux de conversion
Seulement sous certaines circonstances, le taux de conversion de photons en photons de plus haute énergie est significatif. Les deux conditions fondamentales pour une conversion efficace sont que l'intensité du faisceau pompe soit grande sur une certaine longueur de propagation et que le faisceau à convertir conserve une certaine relation de phase sur cette même longueur (on parle de condition d'accord de phase). Sous des conditions correctement optimisées, il est possible d'obtenir plus de 50 % d'efficacité de conversion (parfois même plus de 80 %) en focalisant un faisceau laser intense dans un cristal non linéaire. Cette technique est largement utilisée, notamment pour générer de la lumière verte à 532 nm à partir d'un laser Nd:YAG infrarouge à 1 064 nm. Certains pointeurs laser verts utilisent cette technique.
Tel que mentionné plus haut, une grande efficacité de conversion demande que la lumière fondamentale (à convertir) et la lumière de seconde harmonique (convertie) soient en phase. Ceci n'est pas le cas sans certaines mesures spéciales, car la vitesse de la lumière dans un matériau varie selon la longueur d'onde à cause de la dispersion de l'indice de réfraction. Dans certains cristaux non linéaires, une combinaison particulière de l'orientation du cristal et sa température fait en sorte que, à cause de la biréfringence, la lumière fondamentale et celle de seconde harmonique sont confrontés au même indice de réfraction et restent donc en phase en se propageant. Dans d'autres matériaux non linéaires, où ce phénomène n'est pas possible, on utilise une technique consistant à faire des couches de ces matériaux biréfringents avec différentes orientations pour garder les ondes approximativement en phase. Cette technique augmente grandement les possibilités de doublage de fréquence à des températures et des longueurs d'onde variées.

## Diagramme de rayonnement

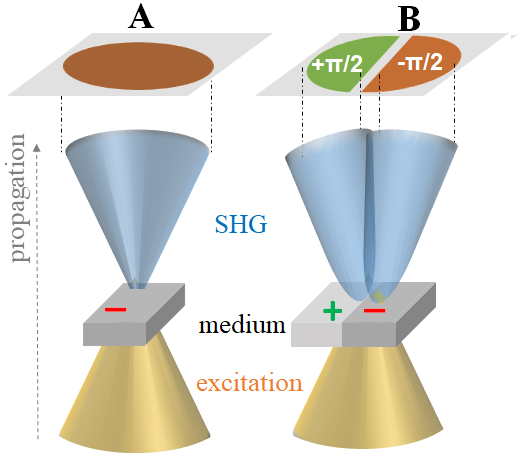
Diagramme de rayonnement SHG à la suite d'une excitation par faisceau gaussien, dans un milieu homogène (A), ou à une interface entre des polarités opposées parallèle à la propagation (B). Seule la SHG vers l'avant est représentée.

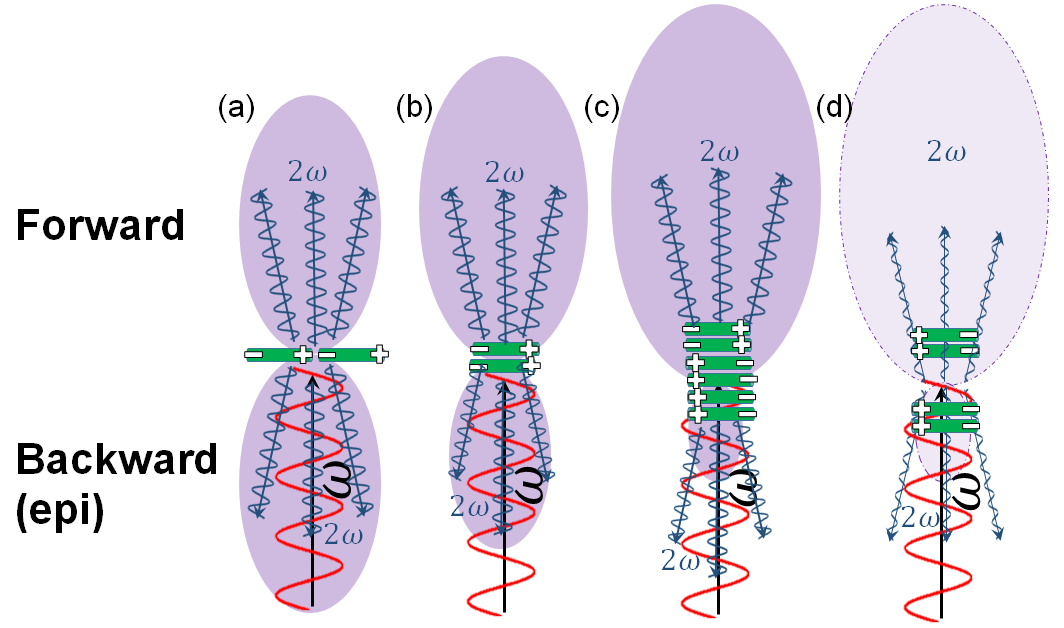
Patron de radiation SHG en avant (F) et en arrière (B) de différents arrangements : (a) dipôles uniques, donc F = B; (b) une petite pile de dipôles, F> B ; (c) une grande pile de dipôles, F >> B; (d) le déphasage de Gouy annule les SHG, F&B faibles

Le diagramme de rayonnement (ou patron de radiation) SHG généré avec un faisceau gaussien d'excitation a également un profil 2D gaussien (homogène) si le milieu non linéaire excité est homogène. Cependant, si le faisceau d'excitation est positionné à une interface entre deux polarités opposées (frontière +/-) parallèle à la propagation du faisceau (voir figure), le SHG sera divisé en deux lobes dont les amplitudes seront de signe opposé, c'est-à-dire déphasées de {\displaystyle \pi }.
Ces interfaces sont présentes dans les sarcomères des muscles (protéine = myosine), par exemple. Notez que nous avons considéré ici que la génération vers l'avant.
De plus, l'accord de phase (en) SHG peut également entraîner {\displaystyle {\overrightarrow {{k}_{2\omega }}}=-2{\overrightarrow {{k}_{\omega }}}}: de la SHG est également émise vers l'arrière (direction epi). Lorsque l'accord de phase (en) n'est pas respecté, comme dans les tissus biologiques, le signal vers l'arrière provient d'un désaccord de phase suffisamment élevé permettant une contribution vers l'arrière qui compense le désaccord . Contrairement à la fluorescence, la cohérence spatiale du processus le contraint à n'émettre que dans ces deux directions, mais la longueur de cohérence vers arrière ((en) backward) est toujours bien plus petite que vers l'avant ((en) forward), il y a donc toujours plus de signal SHG en avant qu'en arrière  .
Le rapport avant (F) / arrière (B) dépend de l'arrangement des différents dipôles (en vert sur la figure) qui sont excités. Avec un seul dipôle ((a) sur la figure), F = B, mais F devient supérieur à B lorsque plusieurs dipôles sont empilés le long de la direction de propagation (b et c). Cependant, le déphasage de Gouy du faisceau gaussien impliquera un  déphasage de {\displaystyle \pi } entre les SHG générées aux extrémités du volume focal, et peut donc entraîner des interférences destructrices (signal nul) s'il y a des dipôles à ces extrémités ayant la même orientation (cas (d) sur la figure).

## Utilisations commerciales
La SHG est utilisée par l’industrie pour fabriquer des lasers verts à 532 nm, doublés à partir d’une source à 1 064 nm. La lumière à 1 064 nm est dirigée sur un cristal de phosphate de monopotassium KDP. Dans les lasers à diodes de haute qualité, le cristal est revêtu à la sortie d'un filtre infrarouge pour empêcher toute fuite de lumière infrarouge (1 064 nm) intense dans le faisceau. Le proche infrarouge est invisible et ne déclenchent pas la réaction de défense de «clignement des yeux», et peut donc constituer un risque particulier. En outre, certaines lunettes de sécurité laser destinées à l'argon ou à d'autres lasers verts peuvent filtrer le composant vert à 532 nm (ce qui donne une fausse impression de sécurité), mais transmettre l'infrarouge. Ainsi, certains pointeurs lasers verts sont disponibles sur le marché, sans filtre infrarouge coûteux, souvent sans préavis du danger. La SHG est également utilisée pour mesurer la largeur d’impulsions ultra-courtes dans un autocorrélateur optique (en).

## Autres applications

### Caractérisations d'impulsions lasers
La caractérisation d'impulsions ultra-courtes (comme la mesure de leur largeur temporelle) ne peut pas être effectuée directement avec un système uniquement électronique, car l'échelle de temps en question est inférieure à 1 ps ({\displaystyle 10^{-12}}sec) : il faut plutôt utiliser l'impulsion elle-même, c'est pourquoi une fonction d'autocorrélation est souvent utilisée. La SHG a l’avantage de mélanger deux ondes excitatrices pour générer l’harmonique, c’est donc une bonne candidat (mais pas la seule) pour effectuer une telle mesure temporelle.
L'autocorrélation optique (en), dans sa version en intensité (en) ou interférométrique ("fringe-resolved") (en) utilise la SHG , contrairement à l' autocorrélation d'amplitude (en). Aussi, la plupart des FROG (appelés SHG-FROG) utilisent la SHG pour mixer les deux ondes décalées dans le temps .

### Microscopie de seconde harmonique
En imagerie biologique et médicale, la génération de seconde harmonique est utilisé pour la microscopie optique à haute résolution. Seules les structures non centrosymétriques sont capables d'émettre de la lumière SHG. Le collagène, qui se trouve dans la plupart des tissus structurels d'un vertébré, est un de ces matériaux. En utilisant un laser à impulsions courtes tel qu'un laser femtoseconde et un ensemble de filtres appropriés, la lumière d'excitation peut être facilement séparée du signal de SHG émis, car doublé en fréquence. Cela permet une résolution axiale et latérale très élevée, comparable à celle de la microscopie confocale, sans avoir à utiliser d'iris. La microscopie SHG a été utilisée pour des études sur la cornée  et la lame criblée de la sclère dans l'œil, les deux étant constitué principalement de collagène. La SHG peut être produite par plusieurs colorants organiques non centrosymétriques, cependant la plupart des colorants organiques génèrent également une fluorescence qui peut se mélanger à la SHG. Jusqu'à présent, seules deux classes de colorants organiques ne produisant aucune fluorescence collatérale et fonctionnant uniquement avec la génération de seconde harmonique ont été découvertes ,. Récemment, en utilisant la fluorescence excitée à deux photons et la microscopie SHG, un groupe de chercheurs de l'Université Oxford a montré que les molécules de type porphyrine organique peuvent avoir différents moments dipolaires de transition pour la fluorescence à deux photons et la génération du second harmonique,,
La microscopie de seconde harmonique est également utilisée en science des matériaux, par exemple pour caractériser des matériaux nanostructurés.

## Lois de conversion (ondes planes): calculs théoriques

### Intensité générée à faible conversion
On traite ici du cas idéal d'une onde plane (non réalisé en pratique, car souvent le faisceau est Gaussien) excitatrice d'amplitude E(ω) traversant un milieu non-linéaire homogène, non biréfringent, dans la direction de son vecteur d'onde k. La polarisation SHG générée à 2ω est :
{\displaystyle P(2\omega )=\epsilon _{0}\chi ^{(2)}E^{2}(\omega )=2\epsilon _{0}d_{\text{eff}}(2\omega ;\omega ,\omega )E^{2}(\omega ),\,}
où {\displaystyle d_{\text{eff}}} est le coefficient optique non linéaire effectif qui dépend de composantes spécifiques du {\displaystyle \chi ^{(2)}} impliquées dans l'interaction. Avec l'approximation de la variation lente de l'enveloppe et des pertes négligeables, l'équation d'onde à 2ω est :
{\displaystyle {\frac {\partial E(2\omega )}{\partial z}}=-{\frac {i\omega }{n_{2\omega }c}}d_{\text{eff}}E^{2}(\omega )e^{i\Delta kz}}
avec {\displaystyle \Delta k=k(2\omega )-2k(\omega )}.
En négligeant la déplétion de la source (voir section suivante, E(2ω) ≪ E(ω) i.e. la conversion est faible) l'amplitude {\displaystyle E(\omega )} reste principalement constante le long de la longueur d'interaction, {\displaystyle l}. Alors, avec la condition aux limites {\displaystyle E(2\omega ,z=0)=0} on obtient :
{\displaystyle E(2\omega ,z=l)=-{\frac {i\omega d_{\text{eff}}}{n_{2\omega }c}}E^{2}(\omega )\int _{0}^{l}{e^{i\Delta kz}dz}=-{\frac {i\omega d_{\text{eff}}}{n_{2\omega }c}}E^{2}(\omega )l\,{\frac {\sin {\left({\frac {1}{2}}\Delta kl\right)}}{{\frac {1}{2}}\Delta kl}}e^{{\frac {i}{2}}\Delta kl}}
En termes d'intensité optique, {\displaystyle I=n/2{\sqrt {\epsilon _{0}/\mu _{0}}}|E|^{2}}, donc,
{\displaystyle I(2\omega ,l)={\frac {2\omega ^{2}d_{\text{eff}}^{2}l^{2}}{n_{2\omega }n_{\omega }^{2}c^{3}\epsilon _{0}}}\left({\frac {\sin \left({\frac {1}{2}}\Delta kl\right)}{{\frac {1}{2}}\Delta kl}}\right)^{2}I^{2}(\omega )}
Cette intensité est maximisée si l'accord de phase (en) est réalisé : Δk = 0. Sinon, la polarisation excitatrice à ω est périodiquement en accord et en désaccord de phase avec celle générée E(2ω), et la conversion reste faible en oscillant comme sin(Δkl/2). La longueur de cohérence est définie comme {\displaystyle l_{c}={\frac {\pi }{\Delta k}}}, au-delà de laquelle la conversion sature. Il n'est donc pas utile d'utiliser un cristal générateur plus épais que {\displaystyle l_{c}} . Les cristaux d'orientation périodiquement inversée et le quasi-accord de phase (en) permettent de résoudre ce problème.

### Avec déplétion

Schéma de SHG avec accord de phase parfait, et déplétion de l'excitation.

Schéma de SHG sans accord de phase parfait. Dans ce cas, la SHG produite est périodiquement annulée et rétablie dû au désaccord de phase, ce qui produit peu de SHG en sortie. Un cristal plus épais peut même produire moins de signal SHG.

Lorsque la génération de seconde harmonique devient significative, il est nécessaire de considérer la diminution du signal fondamental. La conservation de l'énergie impose alors aux ondes du processus de vérifier les équations de Manley-Rowe (en). On a alors les équations couplées :
{\displaystyle {\begin{aligned}{\frac {\partial E(2\omega )}{\partial z}}&=-{\frac {i\omega }{n_{2\omega }c}}d_{\text{eff}}E^{2}(\omega )e^{i\Delta kz},\\{\frac {\partial E(\omega )}{\partial z}}&=-{\frac {i\omega }{n_{\omega }c}}d_{\text{eff}}^{*}E(2\omega )E^{*}(\omega )e^{-i\Delta kz},\end{aligned}}}
où {\displaystyle *} dénote le complexe conjugué. Pour garder une certaine simplicité, il est supposé que l'accord de phase est respecté ({\displaystyle \Delta k=0}). Alors, la conservation de l'énergie requiert que:
{\displaystyle n_{2\omega }\left[E^{*}(2\omega ){\frac {\partial E(2\omega )}{\partial z}}+c.c.\right]=-n_{\omega }\left[E(\omega ){\frac {\partial E^{*}(\omega )}{\partial z}}+c.c.\right]}
où {\displaystyle c.c.} est le complexe conjugué de l'autre terme, et
{\displaystyle n_{2\omega }|E(2\omega )|^{2}+n_{\omega }|E(\omega )|^{2}=n_{2\omega }E_{0}^{2}}.
En considérant
{\displaystyle {\begin{aligned}E(\omega )&=|E(\omega )|e^{i\phi (\omega )}\\E(2\omega )&=|E(2\omega )|e^{i\phi (2\omega )}\end{aligned}}}
on peut résoudre les équations couplées

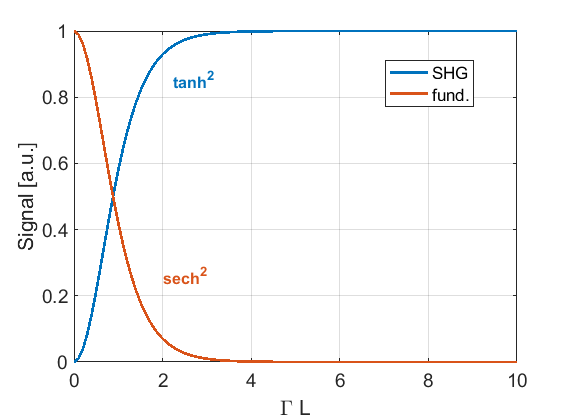
SHG (avec accord de phase parfait) avec déplétion de la source (bleu), et l'excitation correspondante (orange). L est la longueur d'interaction (l dans le texte).

{\displaystyle {\frac {d|E(2\omega )|}{dz}}=-{\frac {i\omega d_{\text{eff}}}{n_{\omega }c}}\left[E_{0}^{2}-|E(2\omega )|^{2}\right]e^{2i\phi (\omega )-i\phi (2\omega )}}
Il vient :
{\displaystyle \int _{0}^{|E(2\omega )|l}{\frac {d|E(2\omega )|}{E_{0}^{2}-|E(2\omega )|^{2}}}=-\int _{0}^{l}{{\frac {i\omega d_{\text{eff}}}{n_{\omega }c}}e^{2i\phi (\omega )-i\phi (2\omega )}dz}}
En utilisant
{\displaystyle \int {\frac {dx}{a^{2}-x^{2}}}={\frac {1}{a}}\tanh ^{-1}{\frac {x}{a}}}
on a
{\displaystyle |E(2\omega )|_{z=l}=E_{0}\tanh {\left({\frac {-iE_{0}l\omega d_{\text{eff}}}{n_{\omega }c}}e^{2i\phi (\omega )-i\phi (2\omega )}\right)}}
Si on suppose que {\displaystyle d_{\text{eff}}} est réel (pas de partie imaginaire, donc les composantes du tenseur sont en phase), on doit avoir {\displaystyle e^{2i\phi (\omega )-i\phi (2\omega )}=i} pour assurer une bonne conversion. Alors
{\displaystyle I(2\omega ,l)=I(\omega ,0)\tanh ^{2}{\left({\frac {E_{0}\omega d_{\text{eff}}l}{n_{\omega }c}}\right)}}
ou encore
{\displaystyle I(2\omega ,l)=I(\omega ,0)\tanh ^{2}{(\Gamma l)},}
où {\displaystyle \Gamma =\omega d_{\text{eff}}E_{0}/nc}. {\displaystyle I(2\omega ,l)+I(\omega ,l)=I(\omega ,0)} implique aussi que
{\displaystyle I(\omega ,l)=I(\omega ,0)\operatorname {sech} ^{2}{(\Gamma l)}.}

## Calculs avec faisceaux gaussiens
L'onde d'excitation est supposée être un faisceau gaussien, d'amplitude :
{\displaystyle {{A}_{1}}={{A}_{0}}{\sqrt {\frac {2}{\pi }}}{\frac {{z}_{R}}{iq(z)}}\exp \left(i{{k}_{1}}{\frac {{{x}^{2}}+{{y}^{2}}}{2q(z)}}\right)}
avec {\displaystyle q(z)=z-iz_{R}}, {\displaystyle z} la direction de propagation, {\displaystyle z_{R}} the Rayleigh range, {\displaystyle {k}_{1}} le vecteur d'onde.
Chacune des ondes vérifie l'équation d'onde:
{\displaystyle \left[{\frac {\partial }{\partial {x}^{2}}}+{\frac {\partial }{\partial {y}^{2}}}+2i{{k}_{1}}{\frac {\partial }{\partial {z}}}\right]{A}(x,y,z;{{k}_{1}})=\left|{\begin{matrix}0{\text{          pour le fondamental}}\\{\frac {\omega _{n}^{2}}{{c}^{2}}}{{\chi }^{(n)}}{A}(x,y,z;{{k}_{1}}){{e}^{i\Delta kz}}{\text{ pour la n-ième harmonique}}\\\end{matrix}}\right.}
où {\displaystyle \Delta k=k_{n}-k_{1}}.

### Avec accord de phase
On peut montrer que :
{\displaystyle {{A}_{n}}=-i{\frac {{\omega }_{n}}{2{{n}_{n\omega }}c}}{{\left({{A}_{0}}{\sqrt {\frac {2}{\pi }}}\right)}^{n}}z_{R}^{2}\int _{-\infty }^{z}{{\frac {{{\chi }^{(n)}}(u)}{q{{(u)}^{2}}}}du}\exp \left(i{{k}_{n}}{\frac {{{x}^{2}}+{{y}^{2}}}{2q(z)}}\right)}
(une gaussienne), est une solution de l'équation (n = 2 pour la SHG).

### Sans accord de phase

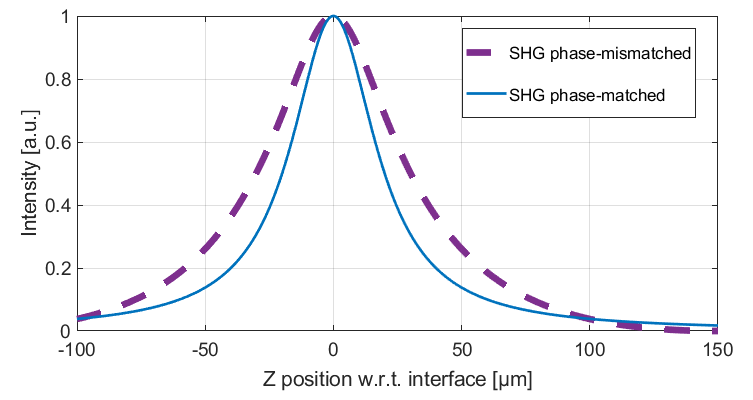
Intensité SHG, avec ou sans accord de phase. L'épaisseur du milieu est supposée être bien supérieure à la position du focus z, la distance de Rayleigh est de 20 µm, la longueur d'onde d'excitation est 0,8 µm, et l'indice optique 2,2.

Un accord de phase (en) imparfait est une condition plus réaliste dans la pratique, en particulier dans les échantillons biologiques. L'approximation paraxiale est cependant supposée toujours valable: {\displaystyle {k}_{n}=n{k}_{1}}, et pour l'harmonique, {\displaystyle {{\chi }^{(n)}}(z)} est maintenant {\displaystyle {{\chi }^{(n)}}(z){{e}^{i\Delta kz}}}.
Dans le cas particulier de SHG (n = 2), dans un milieu de longueur L et une position focale à {\displaystyle z_{0}}, l'intensité s'écrit :
{\displaystyle I_{2\omega }={\frac {2{\omega }^{2}}{\pi c^{2}\epsilon _{0}w_{0}^{2}n_{2\omega }n_{\omega }^{2}}}I_{\omega }^{2}({\chi }^{(2)})^{2}\left(\int _{z_{0}}^{z_{0}+L}{\frac {e^{i\Delta kz}}{1+iz/z_{R}}}\right)^{2}dz}.
avec {\displaystyle c} la vitesse de la lumière dans le vide, {\displaystyle \epsilon _{0}} la  permittivité du vide, {\displaystyle {{n}_{n\omega }}} l'indice optique du milieu à {\displaystyle n\omega } et {\displaystyle w_{0}} le waist de l'excitation.
Ainsi, l'intensité SHG décroît rapidement dans le "bulk" ({\displaystyle 0<z_{0}<L}), en raison du déphasage de Gouy du faisceau gaussien.
Conformément aux expériences, le signal SHG s'annule dans la profondeur du matériau (si l'épaisseur moyenne est trop importante), et la SHG doit être générée à la surface du matériau : la conversion ne varie donc pas strictement au carré du nombre d'harmonophores, contrairement à ce que le modèle d'onde plane indique. De façon remarquable, le signal s'annule aussi pour les ordres plus élevés (comme la THG).

## Matériaux utilisés pour la génération de seconde harmonique
Les matériaux capables de générer une seconde harmonique sont les cristaux sans symétrie d'inversion. Cela élimine donc l'eau, les cristaux à symétrie cubique et le verre.
Voici quelques matériaux non linéaires utilisés pour doubler la fréquence de la lumière fondamentale de certains lasers :
- Lumière fondamentale à 600–1 500 nm[24]: BiBO (BiB3O6)
- Lumière fondamentale à 570–4 000 nm[25] : Iodate de lithium (en) LiIO3.
- Lumière fondamentale à 800-1 100, souvent 860 ou 980 nm [26] : Niobate de potassium KNbO3
- Lumière fondamentale à 410–2 000 nm : BBO (β-BaB2O4) [27]
- Lumière fondamentale à 984–3 400 nm: KTP (KTiOPO4) ou KTA[28],
- Lumière fondamentale à 1 064 nm : phosphate de monopotassium KDP (KH2PO4), triborate de lithium (LiB3O5), CsLiB6O10 et bêta-borate de baryum BBO (β-BaB2O4).
- Lumière fondamentale à 1 319 nm : KNbO3, BBO (β-BaB2O4), phosphate de monopotassium KDP (KH2PO4), LiIO3, LiNbO3, et titanyl phosphate de potassium KTP (KTiOPO4).
- Lumière fondamentale ~1 000–2 000 nm : cristaux périodiquement orientés, comme le PPLN (niobate de lithium périodiquement polarisé)[29].

Il est à noter que des structures biologiques filamenteuses à symétrie cylindrique telles le collagène, la tubuline ou la myosine, mais aussi certains glucides (comme l'amidon ou la cellulose) sont aussi des assez bons convertisseurs de SHG (fondamental dans le proche infrarouge) .